# Aguã João
Aguã João é uma aldeia de São Tomé e Príncipe, localiza-se no Distrito de Caué, ilha de São Tomé, próxima às localidades de Angra Toldo e de Aliança.